# El objetivo
El objetivo, també conegut com a El objetivo de Ana Pastor, és un programa de televisió d'entrevistes i actualitat informativa que produeix Newtral per a Atresmedia Televisión. Presentat per Ana Pastor García, és el primer format espanyol de televisió basat en el gènere de la verificació de fets o periodisme de dades. S'emet a laSexta cada diumenge a partir de les 21.30 o de les 22.30 hores, segons la temporada. El format es va estrenar el 2 de juny de 2013 i va ser reconegut com a signatari per la International Fact-Checking Network (IFCN), en verificar, al juny de 2017, que el programa complia amb el seu codi de principis.

## Història
El 3 d'abril de 2013 es va anunciar la tornada de la periodista Ana Pastor, després del seu pas per Televisió Espanyola i CNN, a la televisió nacional en obert a través d'Atresmedia Corporación. Va començar a treballar en el primer d'una sèrie de projectes per la Divisió de Televisió del grup audiovisual. Un mes després, es va confirmar que el seu programa s'emetria a laSexta i, setmanes més tard, que el format rebria el nom d' El Objetivo. Finalment, la cadena va estrenar l'espai el 2 de juny de 2013 en prime time.

En juny de 2017, El Objetivo és reconegut com a 'Signatari' per la International Fact-Checking Network (IFCN)

## Format
El Objetivo és un programa basat en el gènere periodístic de la verificació de fets, importat de l'anglès americà fact checking. El programa tracta de conèixer els fets més enllà de les opinions, aportar llum sobre les polèmiques i ajudar l'espectador a destriar entre el que és cert i el que és fals del que ens compten els polítics, a través de les dades, sent l'espectador qui tregui les seves pròpies conclusions. En cada lliurament, la presentadora entrevista en el plató a algun protagonista de l'actualitat política. Així mateix, rep diferents experts per cada tema abordat pel programa, que s'encarreguen d'aportar informació tècnica i de contextualitzar l'actualitat, per ajudar l'espectador a comprendre-la i formar el seu propi criteri.

### Seccions

#### Actuals
- Sé lo que hicisteis con el último contrato. Aquesta secció mostra com es gestiona els diners públics en diferents ajuntaments, comunitats autònomes i fins i tot el Govern Central, buscant respostes sobre el terreny, entrevistant experts i altres agents implicats en cada cas. Es va estrenar en el primer programa de la seva 3a temporada, el 21 de setembre de 2014.[7]
- Pruebas de verificación o fact check. A cada programa, analitza diferents declaracions de polítics espanyols i revela si són veritables o falses.[8]
- El Españolisto. Creat per l'il·lustrador Rodrigo Carretero (Monografo Estudio), El Españolisto és un personatge de dibuixos animats que ofereix, en clau de paròdia, la seva visió sobre diferents problemàtiques de l'actualitat. Està present des de l'estrena del programa.[9][10]
- Vigilando a los políticos. Aquesta secció recorda frases recurrents que utilitzen destacats polítics nacionals i internacionals.[11]
- Maldita Hemeroteca. Basada en el blog homònim, en aquest secció es recopilen declaracions de diferents polítics per a comprovar com en un determinat moment declaren una cosa i, poc després, la contrària. Es va estrenar el 15 de febrer de 2015.[12] En març de 2015, el bloc Maldita hemeroteca va ser distingit amb el XIV Premi de Periodisme Digital José Manuel Porquet.[13]

#### Antigues
En la seva primera etapa, el programa incloïa una secció fixa centrada en la transparència anomenada Poder Ciudadano, en la qual l'expert en matèria de transparència David Cabo seguia el rastre dels diners públics, analitzant determinats sous, contractes o decisions controvertides.

### Presentadors
- (2013-) Ana Pastor.

### Col·laboradors
- (2013-2014) David Cabo (creador de la Fundación CIVIO i el web Tu derecho a saber). Secció Poder Ciudadano
- (2013-2017) Marc Campdelacreu (reportatges)
- (2013-) 'El Españolisto' (humor)
- (2013-2017) Natalia Hernández (proves de verificació)
- (2014-) Inés Calderón (Sé lo que hicisteis con el último contrato)
- (2014-) Clara Jiménez (Maldita hemeroteca)

## Programes
| Temporada | Temporada | Programes | Estrena                | Final                 | Audiència mitjana | Audiència mitjana | Audiència mitjana |
| Temporada | Temporada | Programes | Estrena                | Final                 | Espectadors       | Quota             |                   |
| --------- | --------- | --------- | ---------------------- | --------------------- | ----------------- | ----------------- | ----------------- |
|           | 1         | 6         | 2 de juny de 2013      | 7 de juliol de 2013   | 1 602 000         | 9,6%              |                   |
|           | 2         | 14        | 1 de setembre de 2013  | 1 de desembre de 2013 | 1 611 000         | 8,7%              |                   |
|           | 3         | 19        | 12 de gener de 2014    | 8 de juny de 2014     | 1 635 000         | 8,2%              |                   |
|           | 4         | 35        | 21 de setembre de 2014 | 28 de juny de 2015    | 1 802 000         | 9,4%              |                   |
|           | 5         | 35        | 13 de setembre de 2015 | 19 de juny de 2016    | 1 709 000         | 9,1%              |                   |
|           | 6         | 35        | 4 de setembre de 2016  | 20 d'agost de 2017    | 1 272 000         | 7,1%              |                   |
|           | 7         | 35        | 9 de setembre de 2018  | 30 de juny de 2019    | 1 123 000         | 6,6%              |                   |
|           | 8         |           | 8 de setembre de 2019  |                       |                   |                   |                   |
| Total     | Total     | 136       | 2013                   | -                     | —                 | —                 |                   |

## Crítiques i polèmiques
El 30 de juny de 2013, el retrobament entre l'expresident del Congrés José Bono i la periodista Ana Pastor va tornar a estar envoltat per la polèmica després de l'entrevista que el polític socialista va concedir a Pastor a Los desayunos de TVE Lluny d'alleujar tensions, l'última entrevista entre la presentadora i el polític van deixar entreveure l'animadversió que existeix entre totes dues figures. D'altra banda, UPyD va acusar el programa de La Sexta de "tergiversar" informació, i Carlos Martínez Gorriarán va titllar de "xusma" Ana Pastor, ocasionant un enfrontament en la xarxa social Twitter. Dos mesos més tard, el mateix partit polític va tornar a atacat Ana Pastor, després de l'entrevista a la seva líder Rosa Díez.